# Kareena Kapoor
Kareena Kapoor (Bombay, 21 de septiembre de 1980), también conocida por su nombre de casada como Kareena Kapoor Khan, es una actriz, modelo, autora y diseñadora de moda india, perteneciente a la familia Kapoor.
Es conocida por interpretar una variedad de personajes en un gran número de géneros cinematográficos, desde comedias románticas hasta dramas delictivos. Kapoor ha recibido varios premios, incluidos seis Filmfare Awards, y era una de las actrices más populares y mejor pagadas de Bollywood. Está casada con el actor y productor de cine Saif Ali Khan.
También ha sido actriz de teatro y coautora de una autobiografía y de dos guías de nutrición, y tiene su propia línea de ropa. Proviene de una familia estrechamente ligada a la interpretación; su padre Randhir Kapoor, su abuelo Raj Kapoor y su hermana mayor, Karisma Kapoor, también son actores.

## Carrera
Kapoor comenzó delante de  las cámaras en un anuncio de televisión siendo muy joven. Sin embargo, no volvió a la actuación hasta el 2000, con el filme Refugee, que le valió para ganar su primer premio Filmfare a la Mejor Interpretación Debut Femenina. Su interpretación en el melodrama Kabhi Khushi Kabhie Gham se convirtió en la película más taquillera de la India en el mercado internacional.
Kapoor decidió aceptar papeles más exigentes para evitar ser etiquetada, por lo cual recibió el halago de la crítica especializada, que valoró su nueva versatilidad interpretativa entre 2004 y 2006. Su interpretación en la que daba vida a una prostituta en Chameli (2004) le sirvió para ganar su segundo premio Filmfare a la Mejor Interpretación Especial. Más tarde recibió dos premios de la crítica a la Mejor Actriz en Filmfare por Dev (2004) y Omkara (2006).
En 2007, Kapoor ganó el premio a la Mejor Actriz otorgado por la Filmfare por la comedia Jab We Met, dirigida por Imtiaz Ali. Se ha convertido en una de las principales actrices contemporáneas de la industria del cine hindi.

## Vida personal
La vida privada de Kapoor lejos de las pantallas es objeto de amplia cobertura en los medios de comunicación de la India. El 16 de octubre de 2012, contrajo matrimonio con el actor, productor y Nawab de Pataudi Saif Ali Khan, en la residencia de Saif en Bandra, Bombay, India. El 20 de diciembre de 2016 nació su hijo Taimur Ali Khan.

## Filmografía
| Año  | Film                         | Papel                                     | Notas |
| ---- | ---------------------------- | ----------------------------------------- | --- |
| 2000 | Refugee                      | Nazneen "Naaz" M. Ahmed                   | Ganadora, Premio Filmfare al Mejor Debut Femenino                                                                     |
| 2001 | Mujhe Kucch Kehna Hai        | Pooja Saxena                              | |
| 2001 | Yaadein                      | Isha Singh Puri                           | |
| 2001 | Ajnabee                      | Priya Malhotra                            | |
| 2001 | Aśoka                        | Kaurwaki                                  | Nominada, Premio Filmfare a la Mejor Actriz                                                                           |
| 2001 | Kabhi Khushi Kabhie Gham...  | Pooja "Poo" Sharma                        | Nominada, Premio Filmfare a la Mejor Actriz de Reparto                                                                |
| 2002 | Mujhse Dosti Karoge!         | Tina Kapoor                               | |
| 2002 | Jeena Sirf Merre Liye        | Pooja/Pinky                               | |
| 2003 | Talaash: The Hunt Begins...  | Tina                                      | |
| 2003 | Khushi                       | Khushi Singh (Lali                        | |
| 2003 | Main Prem Ki Diwani Hoon     | Sanjana                                   | |
| 2003 | LOC Kargil                   | Simran                                    | |
| 2004 | Chameli                      | Chameli                                   | Ganadora, Premio Filmfare a la Mejor Interpretación Especial                                                          |
| 2004 | Yuva                         | Mira                                      | |
| 2004 | Dev                          | Aaliya                                    | Ganadora, Premio Filmfare de la Crítica a la Mejor Interpretación Playback singing for the song Jab Nahi Aaye The Tum |
| 2004 | Fida                         | Neha Mehra                                | First villain role |
| 2004 | Aitraaz                      | Priya Saxena/Malhotra                     | |
| 2004 | Hulchul                      | Anjali                                    | |
| 2005 | Bewafaa                      | Anjali Sahai                              | |
| 2005 | Kyon Ki                      | Dr. Tanvi                                 | |
| 2005 | Dosti: Friends Forever       | Anjali                                    | |
| 2006 | 36 China Town'               | Priya                                     | |
| 2006 | Chup Chup Ke                 | Shruti                                    | |
| 2006 | Omkara                       | Dolly R. Mishra                           | Ganadora, Premio Filmfare de la Crítica a la Mejor Interpretación Nominada, Premio Filmfare a la Mejor Actriz         |
| 2006 | Don - The Chase Begins Again | Kamini                                    | Cameo |
| 2007 | Kya Love Story Hai           | Herself                                   | Aparición especial en la canción It's Rocking                                                                         |
| 2007 | Jab We Met                   | Geet Dhillon                              | Ganadora, Premio Filmfare a la Actriz                                                                                 |
| 2008 | Halla Bol                    | Herself                                   | Aparición especial |
| 2008 | Tashan                       | Pooja Singh                               | |
| 2008 | Roadside Romeo               | Laila (voz)                               | Voz en film animado                                                                                                   |
| 2008 | Golmaal Returns              |                                           | |
| 2009 | Luck by Chance               | Herself                                   | Aparición especial |
| 2009 | Billu                        | Herself                                   | Aparición especial en la canción Marjaani                                                                             |
| 2009 | Kambakkht Ishq               | Simrita Rai                               | |
| 2009 | Main Aur Mrs. Khanna         | Raina Khanna                              | |
| 2009 | Milenge Milenge              | Priya                                     | |
| 2009 | 3 Idiots                     | Pia.                                      | Nominada, Premio Filmfare a la Mejor Actriz                                                                           |
| 2009 | Kurbaan                      | Avantika Ahuja / Khan                     | Nominada, Premio Filmfare a la Mejor Actriz                                                                           |
| 2010 | Milenge Milenge              | Priya Malhotra                            | |
| 2010 | We Are Family                | Shreya Arora                              | Ganadora, Premio Filmfare a la Mejor Actriz de Reparto                                                                |
| 2010 | Golmaal 3                    | Daboo                                     | Nominada, Premio Filmfare a la Mejor Actriz                                                                           |
| 2011 | Bodyguard                    | Divya                                     | |
| 2011 | Ra.One                       | Sonia Subramaniam                         | |
| 2012 | Ek Main Aur Ekk Tu           | Riana Braganza                            | |
| 2012 | Agent Vinod                  | Dra. Iram Parveen Bilal / Dr. Rubí Mendes | |
| 2012 | Heroine                      | Mahi Arora                                | Posproducción |
| 2012 | Talaash                      | Rosie/Simran                              | |
| 2014 | Singham Returns'             | Avni Kamat                                | |
| 2014 | The Shaukeens                | Ella misma                                | cameo |
| 2015 | Gabbar Is Back               | Sunaina                                   | |
| 2015 | Bajrangi Bhaijaan            | Rasika                                    | |
| 2015 | Brothers                     | Mary                                      | Aparición especial Canción Mera Naam Mary Hai                                                                         |
| 2016 | Ki & Ka                      | Kia Bansal                                | (Estrenada 1 de abril de 2016) (Ganadora Premio Mejor actriz)                                                         |
| 2016 | Udta Punjab'                 | Dr. Preet Sahni                           | Nominada- Filmfare Award por Mejor actriz de soporte                                                                  |
| 2018 | Veere Di Wedding             | Kalindi                                   | |
| 2023 | Jaane Jaan                   | Maya D'Souza                              | |